# Малко-Чочовени
Малко-Чочовени (болг. Малко Чочовени) — село в Болгарии. Находится в Сливенской области, входит в общину Сливен. Население составляет 319 человек.

## Политическая ситуация
В местном кметстве Малко-Чочовени, в состав которого входит Малко-Чочовени, должность кмета (старосты) исполняет Добри Димитров Георгиев (Болгарская социалистическая партия (БСП)) по результатам выборов правления кметства.
Кмет (мэр) общины Сливен — Йордан Лечков Янков (Граждане за европейское развитие Болгарии (ГЕРБ)) по результатам выборов в правление общины.